# 王說
王說（？—？），字應求，明州鄞縣人，宋朝教育家、儒學者。
在鄉教學，前後長達三十年，學者稱桃源先生。與樓郁、杜醇、楊適、王致合稱「慶曆五先生」。子王珩。